# Come gli altri
Come gli altri è il secondo singolo estratto dall'album Il linguaggio della resa del cantante italiano Tony Maiello, vincitore del Festival di Sanremo 2010 nella categoria Nuove Proposte. Il brano è entrato in rotazione radiofonica il 9 aprile 2010.
Del brano è stato pubblicato anche un videoclip musicale.

## Tracce
1. Come gli altri